# Tag: The Power of Paint
Tag: The Power of Paint è un videogioco misto tra rompicapo e sparatutto in prima persona. È stato sviluppato nel 2009 per Microsoft Windows da Tag Team, un gruppo di studenti del DigiPen Institute of Technology. La caratteristica principale del gioco è l'uso di vernice speciale, spruzzata dal fucile del giocatore, per trasmettere delle speciali proprietà alle superfici, che in questo modo influenzano a loro volta i movimenti del giocatore.

## Modalità di gioco
Il gioco è ambientato in una città raffigurata in toni di grigio, e il giocatore deve completare nove livelli. Per terminare ogni livello, il giocatore deve usare un fucile che spara delle vernici in grado di alterare le proprietà delle superfici dipinte. La carica del fucile è illimitata, ma in ogni livello bisogna recuperare nuovamente i secchi di vernice. Il primo tipo di vernice è verde, e permette al giocatore di rimbalzare sulle superfici. Il secondo tipo è rosso e permette al giocatore di accelerare. L'ultima vernice è blu e permette al giocatore di camminare su qualsiasi superficie, anche in verticale o a testa in giù. Il fucile spara anche un liquido in grado di rimuovere la vernice, caratteristica che ha fin dall'inizio del gioco. Il giocatore deve usare le vernici per superare i livelli, ad esempio dipingendo due muri adiacenti di verde per rimbalzare tra di essi, oppure dipingere una striscia di pavimento in rosso e aggiungere del verde alla fine per saltare più lontano. Il giocatore muore soltanto se cade al di fuori del livello, in questo caso viene resuscitato all'inizio del livello o all'ultimo checkpoint.

## Sviluppo
Il gioco è stato sviluppato da un team di sette studenti del DigiPen Institute of Technology come progetto per un corso, ed è stato completato in circa 18 mesi. Lo sviluppo ha incluso anche la creazione di un motore grafico 3D da zero. L'idea iniziale era quella di creare un gioco simile all'acchiapparello, usando la vernice per prendere gli altri giocatori. Quest'idea venne abbandonata quando gli sviluppatori si resero conto che l'uso del fucile era più divertente dell'acchiapparello stesso. Nella seconda versione venne mantenuto il fucile con l'aggiunta di power-up da raccogliere nel corso del gioco. Alla fine i power-up furono implementati nelle vernici invece che nel fucile, scelta che richiese di ridisegnare quasi completamente il gioco a cinque mesi dalla data di distribuzione prevista. Sebbene gli sviluppatori abbiano scelto di limitare la durata del gioco a circa mezz'ora per renderlo ammissibile all'Independent Games Festival, hanno accettato di produrre una versione più completa a patto di ricevere fondi sufficienti.

## Accoglienza
Tag ha vinto la Student Competition all'Independent Games Festival del 2009. Gli sviluppatori sono stati elogiati dalla critica per la musica, la complessità dei puzzle e l'integrazione della grafica con la meccanica di gioco. Travis Fahs di IGN lo ha definito il secondo miglior gioco indipendente del 2009, e ha espresso la speranza che venisse sviluppato ulteriormente e messo in commercio. GameSpot ha commentato che il gioco è un incrocio tra Portal e Mirror's Edge, ed ha elogiato la meccanica semplice e completa.
Dopo la pubblicazione di Tag, i suoi sviluppatori sono stati assunti da Valve Corporation. I concetti alla base del gioco, specialmente le vernici, sono stati inclusi in Portal 2, in modo simile a come un altro gioco sviluppato da studenti del DigiPen, Narbacular Drop, era stato utilizzato da Valve per Portal, anche in questo caso dopo averne assunto gli sviluppatori.